# Víkarbyrgi
Víkarbyrgi é uma pequena povoação das Ilhas Faroés, situada na costa sudoeste da ilha de Suðuroy. Pertence à comuna de Sumba, encontrando-se junto ao fiorde  Víkarfjørður e a noroeste da montanha Baglhólmur.

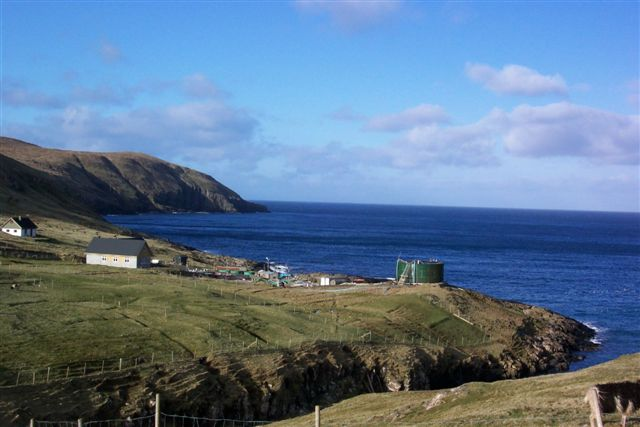
Fiorde Víkarfjørður em Víkarbyrgi

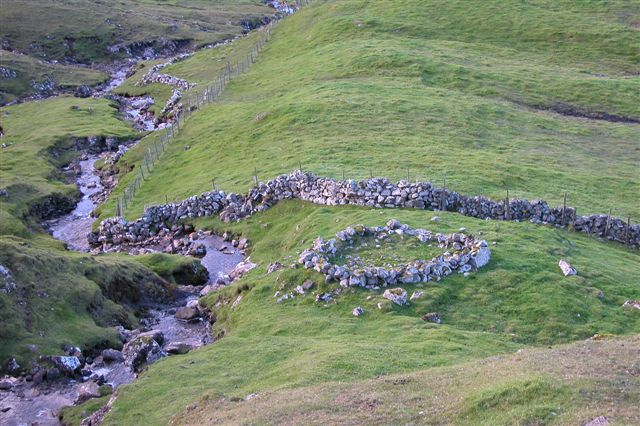
Ruínas em Víkarbyrgi

A etimologia do seu nome é associada a uma antiga comunidade de monges irlandeses que povou a área por volta do ano 695, significativamente antes da chegada dos viquingues.
Em 1349, a peste negra dizimou a quase totalidade da população do povoação, tendo apenas sobrevivido uma mulher chamada Sneppan. Na sequência desta tragédia, a povoação viria a ficar deserta durante séculos. Na altura, era uma das maiores povoações de Suðuroy, com a sua própria igreja, cujos vestígios podem ainda ser observados.
Em 1830, um novo habitante chamado Joen Joensen construiu a sua casa em Víkarbyrgi. Quatro anos mais tarde, em 1834, a povoação contava com 13 habitantes. Em 1906, este número ascendia aos 40 habitantes.
Em 31 de março de 1942, em plena segunda guerra mundial, dá à costa de Víkarbyrgi uma mina marítima explosiva. Esta foi desarmada e pode ainda hoje ser observada nas imediações da povoação. Não muito longe deste local, encontram-se também numerosas ruínas da Idade Média.
Em 1970, Víkarbyrgi contava com 22 habitantes. Em 1977, era única povoação de Suðuroy sem ligação por estrada asfaltada. Foi inaugaurada uma estrada nesse ano.
A população da povoação foi diminuindo progressivamente até esta ser completamente abandonada pelos últimos habitantes em 1998. No entanto, em 2007, chegaram dois novos habitantes, permitindo assim que a povoação deixasse de se encontrar abandonada.

## Galeria

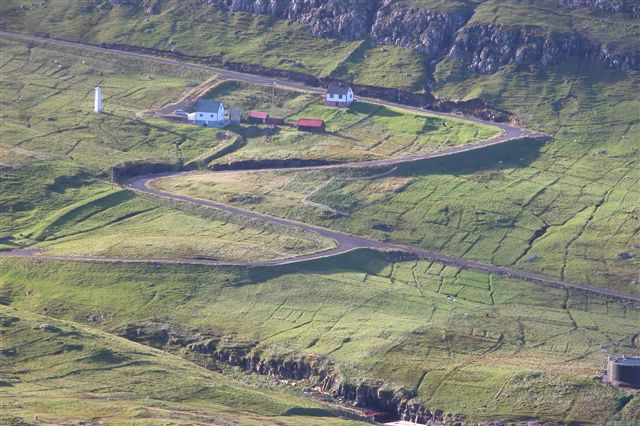
Estrada de Víkarbyrgi
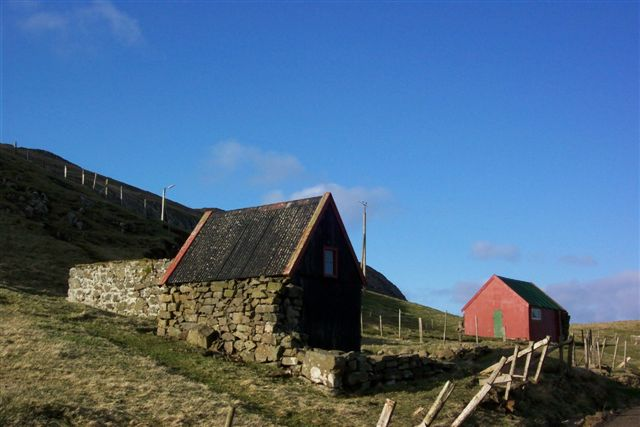
Casas em Víkarbyrgi
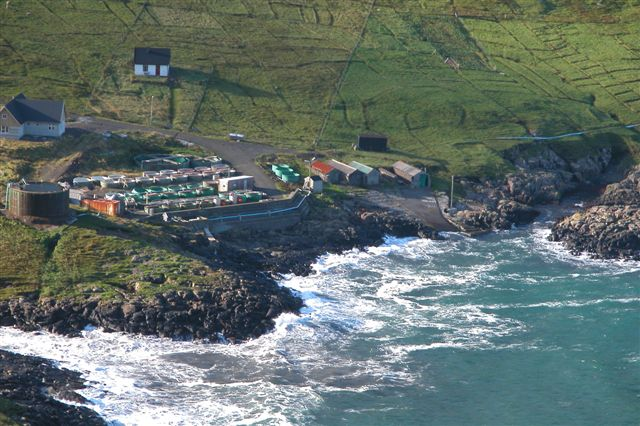
Porto de Víkarbyrgi